# Barney Daniels
Bernard Joseph Daniels, detto Barney (Salford, 24 novembre 1950 – 13 giugno 2025), è stato un calciatore inglese, di ruolo attaccante.

## Carriera
Tra il 1969 ed il 1971 ha giocato nelle giovanili del Manchester Utd, per poi giocare dal 1971 al 1973 con i semiprofessionisti dell'Ashton Utd; torna a giocare da professionista nell'estate del 1973, quando viene ceduto al Manchester City, nella prima divisione inglese; fa il suo esordio in questa categoria il 6 febbraio 1974, disputando da titolare la vittoria casalinga per 1-0 sul Derby County, e nel prosieguo della stagione gioca ulteriori 2 partite di campionato. Anche nella stagione 1974-1975 fa parte della rosa dei Citizens, sostanzialmente sempre da riserva; tuttavia il 19 novembre 1974, alla sua prima presenza stagionale in campionato, gioca da titolare nella partita vinta per 4-1 in casa contro il Leicester City e mette a segno una doppietta decisiva ai fini del risultato (segna infatti le due reti che portano in vantaggio la sua squadra); dopo questa doppietta gioca 4 partite consecutive per poi, dopo alcuni mesi senza apparizioni in campo, tornare a giocare con continuità nell'ultimo mese della stagione (disputa infatti le ultime 4 partite di campionato, per un totale di 10 presenze e 2 reti nel corso del torneo).
Al termine della stagione viene ceduto al Chester City, in terza divisione; dopo una sola stagione (peraltro trascorsa da riserva: 9 presenze ed un gol) cambia nuovamente maglia accasandosi allo Stockport County, club di quarta divisione, dove complice anche l'ulteriore discesa di categoria trova invece maggiore spazio: tra il 1976 ed il 1978 trova infatti modo di giocare in tutto 47 partite di campionato con gli Hatters, con cui mantiene anche una buona media realizzativa, dal momento che segna in totale 17 reti. Al termine della stagione 1977-1978 fa poi ritorno all'Ashton United, con cui gioca per un ulteriore triennio a livello semiprofessionistico.
In carriera ha totalizzato complessivamente 67 presenze e 20 reti nei campionati della Football League.

## Palmarès

### Club

#### Competizioni giovanili
- Blue Stars/FIFA Youth Cup: 1

Manchester United: 1969

#### Competizioni regionali
- Manchester Premier Cup: 1

Ashton United: 1979-1980